# اتاویانو فابریتزیو موسوتی
اتاویانو فابریتزیو موسوتی(به ایتالیایی: Ottaviano Fabrizio Mossotti) (زاده ۱۸ آوریل ۱۷۹۱ در نووارا-درگذشته ۲۰ مارس ۱۸۶۳ در پیزا) فیزیکدان و ستاره‌شناس اهل ایتالیا بود. 
موسوتی در پاویا به مدرسه رفت و سپس وارد دانشگاه پاویا شد و در ۱۸۱۱ دانش آموخته شد. پس از چندی به بوینوس آیرس رفت و در دانشگاه آنجا به تدریس سرگرم شد. سپس در سال ۱۹۴۰ به ایتالیا بازگشت و در دانشگاه پیزا به عنوان استاد فیزیک ریاضی و مکانیک سماوی به کار پرداخت. او در دوران جنگ های استقلال ایتالیا فرماندهی رسته های دانشگاه پیزا را بر عهده داشت و در ۱۸۶۳ به مقام سناتوری رسید. پیش از آن در سال ۱۸۵۹ عضو شورای شهر توسکانی بود. معادله کلازیوس-موسوتی در فیزیک به نام اوست. از شاگردان او میتوان انریکو بتی را برشمرد.